# Distrito de Pativilca

Provincia de Barranca (Lima)

El distrito de Pativilca es uno de los cinco que conforman la provincia de Barranca, ubicada en el departamento de Lima, en el Perú. Administrativamente se halla en la circunscripción del Gobierno Regional de Lima. Dentro de la división eclesiástica de la Iglesia Católica del Perú, pertenece a la Diócesis de Huacho.

## Historia
Los primeros pobladores de esta zona fueron las culturas Chilca y Mochica entre los años 200 a 600 d. C., entre los años 1000 a 1476 fue dominada por los Yungas. A fines de 1823 el Libertador Simón Bolívar estableció su cuartel general en Pativilca, hospedándose él en una casa brindada por los esposos Juan Canaval y Luisa Samudio.
El distrito de Pativilca fue creado por Decreto Supremo del 2 de enero de 1857 durante el gobierno del Presidente Ramón Castilla.

## Toponimia
Este nombre provendría de pati una variedad de la familia de plantas huillca (willka).

## Geografía
Está ubicado en la margen derecha del río Pativilca, que se origina en el nevado de Cajatambo. Tiene una superficie de 260,24 km² a unos 81 m s. n. m.; según el censo del año 2007 su población es de 18 749 habitantes.
La principal actividad de este distrito es la agricultura, mayormente la caña de azúcar. La mayoría de la producción de caña es transformada por la empresa AIPSA ubicada en Paramonga.

## Límites, Superficie y altitud
El distrito de Pativilca posee una superficie de 260.24 {\displaystyle km^{2}} y esta elevado a una altitud de 81 m.s.n.m
Limites:
- Norte: Distrito de Paramonga

- Sur: Distrito de Barranca

- ¨Este: Distrito de Cochas (Provincia de Ocros)

- Oeste: océano Pacífico.

## División administrativa
Dentro del distrito se encuentran los siguientes centros poblados:
- Pativilca (Capital del distrito)
- Huayto
- La Cañada
- Upacá
- Providencia
- Carretería
- Otopongo
- Caraqueño
- San José
- La Paz
- Las Vegas
- El Milagro

En La Capitana, la empresa Red de Energía del Perú cuenta con una subestación de transformación denominada Subestación Paramonga Nueva - SEPANU

## Autoridades

### Municipales
- 2022 - 2026[2]
  - Alcalde: Carlos Michell Rivera Bazalar, de Movimiento Regional Unidad Cívica Lima.
  - Regidores:

  1. Carmen Rosa Ramírez Aranda ( Movimiento Regional Unidad Cívica Lima).
  2. Dennis Christian Agüero Rivera (Movimiento Regional Unidad Cívica Lima).
  3. Lisset Carola Carrasco Huaman (Movimiento Regional Unidad Cívica Lima).
  4. Roberto Atilio Zorrilla Arainga ( Movimiento Regional Unidad Cívica Lima).
  5. Rosina Rebeca Castro Gonzales (Patria Joven).
- 2019 - 2022[3]
  - Alcalde: José Ernesto Godo Sarmiento, de Todos por el Perú.
  - Regidores:

  1. Roberto Cosme Rojas Ayala (Todos por el Perú)
  2. Wilmer Víctor Tarazona Ortega (Todos por el Perú)
  3. Jorge Junior Camones Alonzo (Todos por el Perú)
  4. Analí Cinthia Crispín Bonifacio (Todos por el Perú)
  5. William Cajaleón Flores (Movimiento Regional Unidad Cívica Lima)

Alcaldes anteriores
- 2015-2018:[4] Carlos Enrique Padua Popayán, Partido Alianza para el Progreso (APP).
- 2011 - 2014:[5] Uldarico Baldomero Castillo Ramos, Partido Acción Popular (AP) (reemplazado por el regidor Julio César Taboada Cruz, y asume como regidor Susan Cosme Obregón).
- 2007 - 2010:[6] Carlos Enrique Padua Popayán, Colectivo Ciudadano Confianza Perú (CP).
- 2003 - 2006: Corneille Arturo Espinoza Meza, Movimiento independiente Solidaridad Vecinal.
- 1999 - 2002: Hilario Demetrio Cruz Alvarado, Movimiento Integración Regionalista.
- 1996 - 1998: Segundo Ruiz Rosales, Lista independiente N.º 5 El Gran Triunfo.

### Policías
- Comisario: Mayor PNP Rafael Namihas Lingán (2022)

## Festividades
- 30 de septiembre: San Jerónimo

## Atractivos turísticos
- Museo Bolivariano ubicado a media cuadra de la plaza de armas, donde se encuentran cuadros, libros, enseres, etc. de la época en que el libertador Simón Bolívar estuvo en Pativilca. Fue declarado Monumento Nacional por el INC mediante Ley n.º 9653 el 7 de noviembre de 1942.[7]
- Adicionalmente se encuentra el museo de la cultura del Norte Chico.

Sus platos típicos son el picante de camarones y el picante de cuy, así como los tradicionales alfajores de manjar blanco y de miel.